# Спи со мной (фильм, 1994)
Спи со мной (англ. Sleep With Me) — американская комедия-драма Рори Келли, вышедшая в 1994 году.

## Сюжет
Шестеро сценаристов основательно «попотели», расписывая диалоги для драматической комедии о молодёжном любовном треугольнике. Эрик Штольц женился на Мэг Тилли, а их общий друг Крэйг Шеффер только тогда понял, что жить не может без Мэг. Множество смешных, остроумных, грустных и даже горьких моментов. Появляется минут на пять и король «стёба» Квентин Тарантино, чтобы поразглагольствовать о фильме о «голубых».

## Актёры
- Мег Тилли — Сара
- Эрик Штольц — Джозеф
- Крейг Шеффер — Фрэнк
- Льюис Аркетт — Министр
- Тодд Филд — Дуэйн
- Сьюзан Трэйлор — Дебора
- Теган Уэст — Рори
- Дин Кэмирон — Лео
- Эмариллис Боррего — Эми
- Томас Гибсон — Найджел
- Паркер Поузи — Афина
- Джой Лорен Адамс — Лорен
- Элайда П. Филд — Джина
- Ванесса Эйнджел — Мэрианн
- Джун Локхард — Кэролайн
- Квентин Тарантино — Сид
- Александра Хедисон — черноволосая актриса